# Городищенская дача
Городищенская дача — особо охраняемая природная территория, которая относится к комплексному типу памятников природы регионального значения. Располагается в Тарасовском районе Ростовской области России. Общая площадь составляет 407 га.

## История
В период с 1997 по 1999 год члены Ростовского отделения Союза охраны птиц России обследовали более 30 природоохранных территорий Ростовской области. 14 из этих территорий были отнесены к Ключевым орнитологическим территориям Международного ранга (Important Birds Areas), а информация о них размещена в Европейском и Российском каталогах. Согласно Постановлению администрации Ростовской области от 19.10.2006 № 418 территория Городищенской дачи является природоохранной.

## Описание
Территория заповедника находится на северо-западе от слободы Александровки в границах 82-го — 84-го, 88-го — 91-го кварталов Криворожского участкового лесничества Донецкого территориального отдела лесничества. Сосновый столетний массив, произрастающий в этой местности, представляет научную ценность для исследователей. Деревья растут в степной зоне и на песчаных участках — к территории хвойных лесов примыкает пойма реки Калитвы, на ее участках располагаются пойменные рощи. Лесная территория у реки используется в рекреационных целях. В этой местности гнездятся орлы-карлики, филин, европейский тювик. Водятся стервятники. Городищенская роща — единственной место в Ростовской области, на территории которого свои гнезда строит мохноногий сыч.